# Le Démocrate de l'Aisne
Pour les articles homonymes, voir Le Démocrate.
Le Démocrate de l’Aisne est un hebdomadaire français, réalisé à Vervins, en Thiérache (Aisne). Il existe depuis le 4 février 1906, d’abord sous la forme d’un quotidien. Il est le dernier hebdomadaire français composé avec des caractères en plomb. Il est inscrit aux monuments historiques depuis juillet 2022.

## Histoire

### Fondation

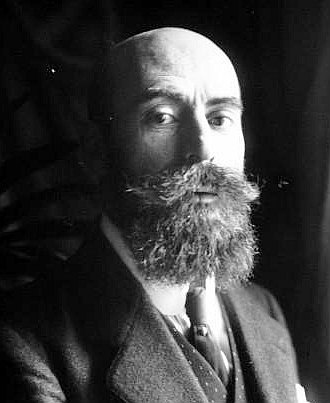
Pascal Ceccaldi, fondateur du Démocrate de l’Aisne.

Le journal est créé en 1906 sous le titre Le Démocrate vervinois par Pascal Ceccaldi, homme politique issu du corps préfectoral, qui s’était implanté dans la circonscription de Vervins au début du XXe siècle. Il avait fondé ce journal pour faire face à son adversaire, le Dr Destin Dupuy, soutenu par le journal local Le Libéral de l’Aisne. Élu député, Ceccaldi devint également président du Conseil général de l’Aisne.  

### Difficultés surmontées
La publication fut interrompue par deux fois : pendant la Grande Guerre, d’août 1914 à septembre 1919, et pendant la Seconde Guerre mondiale, de mai 1940 au 24 septembre 1944. Après la mort de son fondateur, le 6 novembre 1918, la publication du journal reprit sous la direction d’Antoine Ceccaldi, frère du défunt et lui-même homme politique local. La famille Ceccaldi se retira de la direction du Démocrate en 1987. Le journal fut par deux fois au bord du dépôt de bilan, en 1988 et en 1999. Depuis, une association loi de 1901, « Les Amis du Démocrate », a racheté l’imprimerie et assure désormais la publication du Démocrate de l’Aisne.
Le Démocrate de l’Aisne est un journal d’annonces légales habilité à recevoir des annonces légales des sociétés dans le département Aisne.
Avec la pandémie de Covid-19 en France, le journal était obligé de suspendre sa publication le 2 avril 2020 en raison des difficultés de la distribution du courrier,. Une édition spéciale est imprimée le 17 mai 2020 afin de commémorer le général de Gaulle au cours de cette année, surtout avec la bataille de Montcornet pour la région. Le journal reprend normalement le 11 juin 2020 le cours de ses parutions.
Par arrêté préfectoral du 22 février 2022, l’ensemble des machines du Démocrate de l’Aisne – la rotative, linotypes, marbres, et casse typo – est inscrit au titre des monuments historiques,.

## Technique d’impression

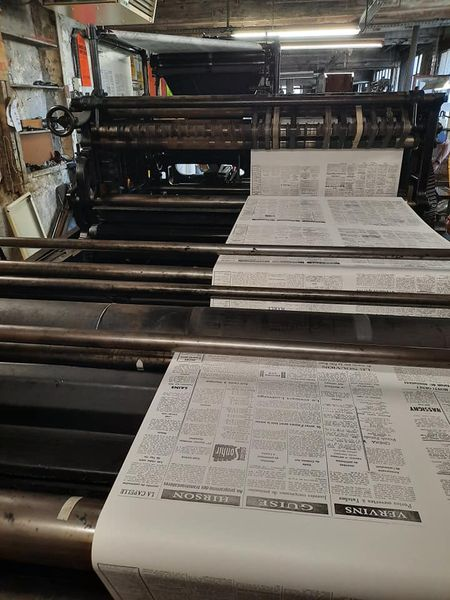
La rotative

Les châssis de pages sur le marbre

En 2016, Le Démocrate de l’Aisne est le dernier journal hebdomadaire composé avec des caractères de plomb sur une Linotype et imprimé sur un papier d’une laize de 88 cm à l’aide d’une rotative Duplex Buhler Frères datant de 1924. Il est « le dernier journal d'Europe occidentale encore fabriqué et imprimé à l’ancienne ».
Le Démocrate de l’Aisne est composé de quatre pages. Il est vendu, le jeudi, au prix de 0,65 € le numéro ou 30 € l’abonnement annuel. L’adhésion à l’association optionnelle est à 30 €, c’est un soutien à la préservation de ce patrimoine classé monument historique.
En 2015, le tirage du journal est de 1 200 exemplaires et compte 950 abonnés ; le tirage et le nombre d'abonnés reste le même cinq ans plus tard.